# Eugene's Trick Bag
Eugene's Trick Bag é uma canção neoclássica composta pelo guitarrista virtuoso estadunidense Steve Vai em 1986. A canção ficou conhecida pela cena do filme “Crossroads”, onde acontece um duelo de guitarras entre os personagens Eugene Martone (interpretado por Ralph Macchio) e o Diabo, chamado Jack Butler, que é interpretado por Steve Vai. Por conta desta cena, esta música tornou-se uma das favoritas entre os estudantes de guitarra.
A canção foi composta inspirada no Estudo N.2 de Villa-Lobos (um estudo só de arpejos), e baseada em Caprice No. 5, de Niccolò Paganini. Reza a lenda que Paganini teria vendido sua alma ao diabo por suas habilidades musicais. Talvez por isso, e sabendo do roteiro do filme, Steve Vai tenha baseado sua composição numa canção de Paganini.
Durante a turnê do álbum Fire Garden, Steve Vai intepreta ao vivo esta canção, num duelo com Mike Keneally.
Em 2002, Steve lançaria a música no seu álbum The Elusive Light and Sound, Vol. 1.

## Prêmios e Honrarias
- O site London Guitar Show ranqueou esta música na posição N.1 da lista "The 10 Most Epic Guitar Songs in History".[11]
- Guitar HD - Ten Iconic Guitar Scenes From The Big Screen[12]